# 2004年の道路
2004年の道路（2004ねんのどうろ）とは、2004年（平成16年）に起こった道路関係の出来事をまとめたページである。
2003年の道路 - 2004年の道路 - 2005年の道路

## 出来事の一覧

### 3月
- 6日
  - （拡幅）  松山自動車道 川内IC - 松山IC (6.9 km) (2車線→4車線)
- 7日
  - （開通）  国道3号 隈之城バイパス 薩摩川内市向田町 - 薩摩川内市隈之城町 (0.8 km)
- 20日
  - （開通）  中部横断自動車道 南アルプスIC - 白根IC (3.0 km)
  - （IC供用）  北陸自動車道 金沢森本IC
- 26日
  - （拡幅）  秋田自動車道 西仙北IC（現・西仙北スマートIC） - 協和IC (3.1 km) (2車線→4車線)
- 27日
  - （開通）  国道450号 旭川紋別自動車道 旭川愛別道路 比布JCT - 愛別IC (9.3 km)
  - （IC供用）  関越自動車道 嵐山小川IC
  - （PA供用）  松山自動車道 内子PA
  - （開通）  長崎自動車道 長崎多良見IC - 長崎IC (11.3 km)
  - （開通）  ながさき出島道路 全線 (3.4 km)
- 28日
  - （開通）  南阪奈道路 美原JCT - 新庄出入口 (16.9 km)

### 4月
- 14日
  - （開通）  常磐自動車道 広野IC - 常磐富岡IC (16.4 km)
- 17日
  - （開通）  松山自動車道 大洲道路 大洲南IC - 大洲北只IC (0.5 km)
  - （開通）  松山自動車道 大洲北只IC - 西予宇和IC (15.7 km)
- 23日
  - （PA供用）  山陽自動車道 富海PA

### 5月
- 26日
  - （開通）  首都高速埼玉新都心線 与野出入口 - 新都心出入口 (2.3 km)
- 29日
  - （開通）  館山自動車道 富津館山道路 鋸南富山IC - 富浦IC (8.9 km)

### 6月
- 13日
  - （開通）  国道470号 能越自動車道 高岡砺波道路 高岡IC - 高岡北IC (4.5 km)
- 27日
  - （開通）  福岡都市高速5号線 板付出入口 - 野多目出入口 (2.9 km)

### 7月
- 17日
  - （拡幅）  上信越自動車道 上田菅平IC - 更埴JCT (17.1 km) (2車線→4車線)
- 27日
  - （交通事故）  当時対面通行（暫定2車線）だった東海北陸自動車道 平山トンネル 下り車線（富山方面）走行中のトラックが対向車線へはみ出し[1][2]、上り車線（愛知方面）走行中の乗用車と正面衝突する交通事故が発生[1][2]。双方の車は炎上し、トラックの乗員2人、乗用車に乗っていた一家5人の計7人全員が死亡した[2]。

- 28日
  - （開通）  東北中央自動車道 湯沢横手道路 三関IC - 湯沢IC (4.1 km)

### 8月
- 30日
  - （拡幅）  大分自動車道 水分PA - 湯布院IC (3.9 km) (2車線→4車線)

### 10月
- 1日
  - （無料開放）  表筑波スカイライン 全線 (10.0 km)
- 16日
  - （IC供用）  阪和自動車道 湯浅御坊道路 広川南IC
- 30日
  - （開通）  国道450号 旭川紋別自動車道 愛別上川道路 愛別IC - 愛山上川IC (10.0 km)

### 11月
- 3日
  - （無料開放）  熊谷東松山有料道路 全線
- 6日
  - （開通）  道央自動車道 豊富バイパス 豊富サロベツIC - 豊富北IC (15.3 km)
- 19日
  - （拡幅）  磐越自動車道 郡山東IC - 郡山JCT (6.8 km) (2車線→4車線)
- 24日
  - （移転開通）  東海高速道路 江陵IC - 東海IC (40.7 km) （韓国）
- 27日
  - （開通）  中部縦貫自動車道 高山清見道路 高山西IC - 飛驒清見IC (8.7 km)
  - （開通）  名古屋瀬戸道路 日進JCT - 長久手IC (2.3 km)
- 30日
  - （拡幅）  米子自動車道 上野PA - 湯原IC (7.8 km) (2車線→4車線)

### 12月
- 1日
  - （拡幅）  磐越自動車道 いわき三和IC - 差塩PA (3.2 km) (2車線→4車線)
- 4日
  - （PA供用）  伊勢湾岸自動車道 刈谷PA
  - （拡幅）  東海北陸自動車道 美濃IC - 瓢ヶ岳PA (18.0 km) (2車線→4車線)
  - （拡幅）  東海北陸自動車道 ぎふ大和IC - 白鳥IC (2.1 km) (2車線→4車線)
- 7日
  - （開通）  益山-浦項高速道路 道洞JCT - 浦項IC （韓国）
- 11日
  - （拡幅）  九州自動車道 人吉IC - えびのIC (8.4 km) (2車線→4車線)
- 12日
  - （開通）  伊勢湾岸自動車道 豊田JCT - 豊田南IC (7.6 km)
- 15日
  - （開通）  中部内陸高速道路 北尚州IC - 忠州IC (81.4 km) （韓国）